# Enedina Alves Marques
Enedina Alves Marques (Curitiba, Paraná, 13 de enero de 1913 - Curitiba, agosto de 1981) fue una ingeniera civil brasileña. Egresó en 1945 de la Universidad Federal de Paraná (UFPR) como la primera ingeniera negra de Brasil y la primera ingeniera mujer del estado de Paraná.

## Biografía
Nació en Curitiba en 1913 y fue la única mujer entre diez hermanos. Sus padres, Paulo Marques y Virgília Alves Marques (lavandera conocida como «Dona Duca»), habían llegado a la ciudad a principios de los años 1910, de procedencia desconocida.
En la década de 1920 su madre trabajó en la casa del delegado y mayor Domingos Nascimento Sobrinho, quien tenía una hija de la misma edad que Enedina, Isabel, conocida como «Bebeca». El padre de Isabel pagó la educación de Enedina en colegios particulares, para que le hiciera compañía a su hija, por lo que entre 1925 y 1926 estudió con la profesora Luiza Dorfmund en su escuela particular. Al año siguiente ingresó en la Escuela Normal, donde permaneció hasta 1931. Entre 1932 y 1935 hizo el curso Normal y junto a Isabel comenzó a trabajar como profesora en el interior del estado, en ciudades como Río Negro, São Mateus do Sul, Cerro Azul y Campo Largo.
En 1935 alquiló una casa frente al Colegio Nossa Senhora Menina, en el barrio de Juvevê, y dio clases a personas que buscaban alfabetizarse. Entre 1935 y 1937 realizó en el Novo Ateneu de Curitiba el curso intermedio exigido en la época era para ingresar a magisterio. En esa época vivió con la familia del constructor Mathias y su esposa Iracema Caron, también en Juvevê, donde también dio clases en la Escuela de Linha de Tiro. En 1938, aún en casa de los Caron, realizó en horario nocturno el curso complementario en preingeniería en el Gimnasio Paranaense (hoy Estadual de Paraná).
Ingresó en 1940 a la Facultad de Ingeniería de la Universidad Federal de Paraná, donde el valor de la mensualidad equivalía a dos salarios mínimos. En 1945 se graduó como ingeniera civil, título que la convirtió en la primera mujer ingeniera de Paraná y la primera ingeniera negra de Brasil. El título le fue entregado en el Palacio Avenida y tuvo como maestro de ceremonia al profesor João Moreira Garcez.
Antes que ella, en la misma institución ya se habían formado como ingenieros dos estudiantes negros: Otávio Alencar (1918) y Nelson José da Rocha (1938). Después de ella se recibió Adelino Alves da Silva en 1947.
Se retiró de la Escuela de la Linha de Tiro en 1946 e ingresó como auxiliar de ingeniero en la Secretaría de Estado de Transporte y Obras Públicas. Al año siguiente el gobernador Moisés Lupion la trasladó al Departamento Estatal de Aguas y Energía Eléctrica. Trabajó en el plan hidroeléctrico estatal y en el aprovechamiento de las aguas de los ríos Capivari, Cachoeira e Iguaçu. La central hidroeléctrica Capivari-Cachoeira fue su trabajo más importante como ingeniera. Otras de sus obras destacadas fueron el Colégio Estadual do Paraná y la Casa del Estudiante Universitario (CEU) de Curitiba.
Una vez establecida en el gobierno, se dedicó a viajar entre las décadas de 1950 y 1960. En 1958 falleció el mayor Domingos Nascimento Sobrinho, quien la había nombrado como una de las beneficiarias en su testamento.
En 1961 el sociólogo Octávio Ianni la entrevistó para su investigación Metamorfoses do escravo, financiada por la Unesco. En 1962 se jubiló como funcionaria estatal, el gobernador Ney Braga reconoció por decreto su trayectoria como ingeniera y le otorga proventos equivalentes al salario de un juez.
En 1981 fue encontrada muerta en el edificio Lido, en el centro de Curitiba, víctima de un ataque cardíaco. Falleció soltera, sin hijos y sin familiares inmediatos y su cuerpo tardó en ser encontrado. El Diário Popular la retrató de camisola levantada, como si fuese una mera desconocida, y provocó la indignación de miembros del Instituto de Ingeniería de Paraná. Después de este hecho, aparecieron en la prensa varios artículos que resaltaron sus méritos y recibió varios homenajes. En 1988 una calle fue bautizada en su homenaje en Vila Oficinas, en el barrio de Cajuru y su nombre fue inscripto en el Memorial a la Mujer Pionera (Memorial à Mulher Pioneira), construido por el club de las Soroptimistas, una organización internacional dedicada a la defensa de los derechos humanos, de la que ella formó parte.
En 2014 una campaña en internet promovió que el Edifício Teixeira Soares, ex-RFFSA, adquirido por la UFPR, fuese bautizado en su homenaje. Al mismo tiempo, el historiador Sandro Luís Fernandes y el cineasta Paulo Munhoz iniciaron una investigación para la realización de un documental sobre la vida de 
```
A Engenheira
, que hasta 2015 estaba detenido por falta de inversiones.
[
1
]
```